# NONONO
NONONO — шведское трио, образованное в Стокгольме и состоящее из двух продюсеров Astma & Rocwell и певицы Стины Вяпплинг. Встретившись через общего друга, когда Стина изучала психологию в Великобритании, ребята создали группу NONONO весной 2012 года.
Их дебютный сингл «Pumpin Blood» был распродан по всему миру в количестве 700 тысяч копий.

## Дискография

### Студийные альбомы
| Название                 | Подробности                                             | Позиция в чарте |
| Название                 | Подробности                                             | US Heat.        |
| ------------------------ | ------------------------------------------------------- | --------------- |
| We Are Only What We Feel | - Дата выпуска: 13 March 2014 - Лейбл: Warner Music     | 41              |
| Undertones               | - Дата выпуска: 28 September 2018 - Лейбл: Warner Music | —               |

### Мини-альбомы
| Название     | Подробности                                             | Позиция в чарте |
| Название     | Подробности                                             | US Heat.        |
| ------------ | ------------------------------------------------------- | --------------- |
| Pumpin Blood | - Дата выпуска: 17 September 2013 - Лейбл: Warner Bros. | 37              |

### Синглы
| Название                                                           | Год  | Позиция в чарте | Позиция в чарте | Позиция в чарте | Позиция в чарте | Позиция в чарте | Позиция в чарте | Позиция в чарте | Позиция в чарте | Альбом                   |
| Название                                                           | Год  | AUT             | GER             | SWI             | US              | US Adult        | US Alt.         | US Pop          | US Rock         | Альбом                   |
| ------------------------------------------------------------------ | ---- | --------------- | --------------- | --------------- | --------------- | --------------- | --------------- | --------------- | --------------- | ------------------------ |
| "Pumpin Blood"                                                     | 2013 | 16              | 30              | 55              | —               | 31              | 22              | 32              | 23              | We Are Only What We Feel |
| "Like the Wind"                                                    | 2013 | —               | —               | —               | —               | —               | —               | —               | —               | We Are Only What We Feel |
| "Hungry Eyes"                                                      | 2014 | —               | —               | —               | —               | —               | —               | —               | —               | We Are Only What We Feel |
| "One Wish"                                                         | 2014 | —               | —               | —               | —               | —               | —               | —               | —               | We Are Only What We Feel |
| "Masterpiece"                                                      | 2017 | —               | —               | —               | —               | —               | —               | —               | —               | Undertones               |
| "Lost Song"                                                        | 2018 | —               | —               | —               | —               | —               | —               | —               | —               | Undertones               |
| "Friends"                                                          | 2018 | —               | —               | —               | —               | —               | —               | —               | —               | Undertones               |
| "Ego"                                                              | 2018 | —               | —               | —               | —               | —               | —               | —               | —               | Undertones               |
| "Dancing (Mumbai Wedding)"                                         | 2018 | —               | —               | —               | —               | —               | —               | —               | —               | Undertones               |
| Знаком «—» обозначены записи, которые не находились в данном чарте |      |                 |                 |                 |                 |                 |                 |                 |                 |                          |